# Caio Bonfim
Caio Oliveira de Sena Bonfim (* 19. März 1991 in Sobradinho, Distrito Federal) ist ein brasilianischer Geher. 2024 gewann er die Silbermedaille über 20 km bei den Olympischen Sommerspielen in Paris. Zuvor gewann er 2017 und 2023 jeweils Bronze bei den Weltmeisterschaften über diese Distanz.

## Sportliche Laufbahn
Caio Bonfim trat 2007 bereits im Alter von 16 mit den U18-Weltmeisterschaften in Ostrava an einer internationalen Meisterschaft an. Im 10-km-Gehen-Wettbewerb belegte er dabei den 12. Platz. Einen Monat zuvor wurde er Fünfter bei den U18-Panamerikameisterschaften in seiner brasilianischen Heimat. Bereits ein Jahr später trat er in Wettkämpfen der Altersklasse U20 an. Bei den Juniorenweltmeisterschaften im polnischen Bydgoszcz benötigte er rund drei Minuten weniger für die 10 km als ein bei den U18-Weltmeisterschaften ein Jahr zuvor und wurde Sechster. Bei den U18-Weltmeisterschaften in Lima gewann er die Goldmedaille in Meisterschaftsrekord von 43:21,9 min.
Im Mai 2009 stellte Bonfim seine Bestzeit über 10 km in 40:40 min auf. Im Juli siegte er bei den U18-Südamerikameisterschaften in Sao Paulo und gewann einen Monat später die Silbermedaille bei den U18-Panamerikameisterschaften auf Trinidad und Tobago, jeweils über 10 km. Im Juni 2010 nahm er an den U20-Weltmeisterschaften im kanadischen Moncton teil. Dort trat er erneut über 10 km an und belegte in 41:32,28 min den vierten Platz. Bereits im März fanden die Südamerikaspiele 2010 in Medellín statt, in deren Rahmen gleichzeitig die U23-Südamerikameisterschaften ausgetragen wurden. Dabei trat Bonfim erstmals bei internationalen Meisterschaften über 20 km an und gewann in 1:33:05 h in beiden Wertungen die Bronzemedaille. 2011 nahm er an der Universiade in Shenzhen teil. Dort belegte er in 1:27:19 h den siebten Platz. Im selben Monat nahm er zudem erstmals an einer Weltmeisterschaft bei den Erwachsenen teil, in Daegu, landete er auf dem 17. Platz und war nochmals knapp drei Minuten schneller als in Shenzhen.
2012 gewann er in 1:23:22 h die Goldmedaille bei den U23-Südamerikameisterschaften in Sao Paulo. Zuvor nahm an den Olympischen Spielen in London teil, die er auf Platz 38 beendete. 2013 gewann er dann auch bei den Südamerikameisterschaften der Erwachsenen in Cartagena die Goldmedaille. In Moskau wurde er bei den Weltmeisterschaften disqualifiziert. Zwei Jahre später lief es bei den Weltmeisterschaften in Peking besser für ihn und er wurde in 1:20:44 h Sechster. Einen Monat zuvor gewann er die Bronzemedaille bei den Panamerikanischen Spielen in Toronto. Ein Jahr darauf stellte er bei den Olympischen Spielen in seiner Heimat in 1:19:42 h einen neuen brasilianischen Nationalrekord auf. Dieser bescherte ihm den vierten Platz, wobei er nur 5 Sekunden hinter dem Bronzemedaillengewinner Dane Bird-Smith aus Australien ins Ziel kam. Auch über die 50-km-Distanz stellte er bei den Spielen in 3:47:02 h einen Nationalrekord auf, die im Ziel Platz 9 bedeuteten.
2017 feierte er mit der Bronzemedaille von den Weltmeisterschaften in London seinen bislang größten sportlichen Erfolg. 2019 gewann er nach Toronto 2015 erneut eine Medaille bei den Panamerikanischen Spielen; in Lima wurde er Zweiter. Erneut trat er auch über 50 km an. In 3:57:54 h wurde er Vierter. Zuvor verbesserte er im Juni seinen Landesrekord über 20 km auf 1:18:47 h. Bei den Weltmeisterschaften in Doha trat er über die 20 km an. Dort belegte er unter extremen Bedingungen den 13. Platz. Ein Jahr später gewann er die Goldmedaille bei den Geher-Meisterschaften Südamerikas. 2021 trat er zu seinen dritten Olympischen Sommerspielen an und erreichte, wie bei den Weltmeisterschaften 2019, auf dem 13. Platz das Ziel. 2022 trat er im Juli bei den Weltmeisterschaften in Eugene an. Dort absolvierte er die 20 km in 1:19:51 h landete damit auf dem sechsten Platz. Zum Ende der Weltmeisterschaften, landete er über die erstmals bei einer WM ausgetragene Entscheidung über 35 km mit brasilianischem Nationalrekord von 2:25:14 h auf dem siebten Platz. Im Oktober siegte er über 35 km bei den Südamerikaspielen in Paraguay und gewann zudem Bronze über 20 km. 2023 trat Bonfim in Budapest zum insgesamt siebten Mal bei den Weltmeisterschaften an. Nach 2017 konnte er über 20 km seine zweite WM-Bronzemedaille gewinnen. Ein paar Tage später ging er auch im Wettkampf über 35 km an den Start, in dem er den zehnten Platz belegte.
2024 feierte er mit dem Gewinn der Silbermedaille über 20 km bei den Olympischen Sommerspielen seinen größten sportlichen Erfolg.

## Wichtige Wettbewerbe
| Jahr                  | Veranstaltung                                       | Ort                   | Platz                 | Disziplin             | Zeit                  |
| Startet für Brasilien | Startet für Brasilien                               | Startet für Brasilien | Startet für Brasilien | Startet für Brasilien | Startet für Brasilien |
| --------------------- | --------------------------------------------------- | --------------------- | --------------------- | --------------------- | --------------------- |
| 2007                  | U18-Weltmeisterschaften                             | Ostrava               | 12.                   | 10.000 m Bahngehen    | 45:16,88 min          |
| 2008                  | U20-Weltmeisterschaften                             | Bydgoszcz             | 6.                    | 10.000 m Bahngehen    | 42:18,33 min          |
| 2008                  | U18-Südamerikameisterschaften                       | Lima                  | 1.                    | 10.000 m Bahngehen    | 43:21,90 min          |
| 2009                  | U20-Südamerikameisterschaften                       | Sao Paulo             | 1.                    | 10.000 m Bahngehen    | 42:43,58 min          |
| 2009                  | U20-Panamerikameisterschaften                       | Port of Spain         | 2.                    | 10.000 m Bahngehen    | 42:43,58 min          |
| 2010                  | U23-Südamerikameisterschaften Südamerikaspiele 2010 | Medellín              | 3.                    | 20.000 m Bahngehen    | 1:33:05 h             |
| 2010                  | U20-Weltmeisterschaften                             | Moncton               | 4.                    | 10.000 m Bahngehen    | 41:32,28 min          |
| 2011                  | Südamerikameisterschaften                           | Buenos Aires          | 4.                    | 20 km Gehen           | 1:20:58 h             |
| 2011                  | Universiade                                         | Shenzhen              | 7.                    | 20 km Gehen           | 1:27:19 h             |
| 2011                  | Weltmeisterschaften                                 | Daegu                 | 17.                   | 20 km Gehen           | 1:24:29 h             |
| 2011                  | Panamerikanische Spiele                             | Guadalajara           |                       | 20 km Gehen           | DSQ                   |
| 2012                  | Olympische Spiele                                   | London                | 38.                   | 20 km Gehen           | 1:24:45 h             |
| 2012                  | U23-Südamerikameisterschaften                       | Sao Paulo             | 1.                    | 20 km Gehen           | 1:23:22 h             |
| 2013                  | Südamerikameisterschaften                           | Cartagena             | 1.                    | 20 km Gehen           | 1:24:28 h             |
| 2013                  | Weltmeisterschaften                                 | Moskau                |                       | 20 km Gehen           | DSQ                   |
| 2015                  | Panamerikanische Spiele                             | Toronto               | 3.                    | 20 km Gehen           | 1:24:43 h             |
| 2015                  | Weltmeisterschaften                                 | Peking                | 6.                    | 20 km Gehen           | 1:20:44 h             |
| 2016                  | Olympische Spiele                                   | Rio de Janeiro        | 4.                    | 20 km Gehen           | 1:19:42 h             |
| 2016                  | Olympische Spiele                                   | Rio de Janeiro        | 9.                    | 50 km Gehen           | 3:47:02 h             |
| 2017                  | Weltmeisterschaften                                 | London                | 3.                    | 20 km Gehen           | 1:19:04 h             |
| 2019                  | Panamerikanische Spiele                             | Lima                  | 2.                    | 20 km Gehen           | 1:21:57 h             |
| 2019                  | Panamerikanische Spiele                             | Lima                  | 4.                    | 50 km Gehen           | 3:57:54 h             |
| 2019                  | Weltmeisterschaften                                 | Doha                  | 13.                   | 20 km Gehen           | 1:31:32 h             |
| 2021                  | Olympische Sommerspiele                             | Tokio                 | 13.                   | 20 km Gehen           | 1:23:21 h             |
| 2022                  | Weltmeisterschaften                                 | Eugene                | 6.                    | 20 km Gehen           | 1:19:51 h             |
| 2022                  | Weltmeisterschaften                                 | Eugene                | 7.                    | 35 km Gehen           | 2:25:14 h             |
| 2022                  | Südamerikaspiele                                    | Asunción              | 3.                    | 20 km Gehen           | 2:21:01 h             |
| 2022                  | Südamerikaspiele                                    | Asunción              | 1.                    | 35 km Gehen           | 2:24:17 h             |
| 2023                  | Weltmeisterschaften                                 | Budapest              | 3.                    | 20 km Gehen           | 1:17:47 h             |
| 2023                  | Weltmeisterschaften                                 | Budapest              | 10.                   | 35 km Gehen           | 2:27:45 h             |
| 2024                  | Olympische Sommerspiele                             | Paris                 | 2.                    | 20 km Gehen           | 1:19:09 h             |

## Persönliche Bestleistungen
- 5-km-Gehen: 19:47,99 min, 11. Mai 2011, Fortaleza
- 10.000-m-Bahngehen: 39:57,59 min, 21. Mai 2022, La Nucia
- 10-km-Gehen: 39:03 min, 30. April 2023, Madrid
- 20-km-Gehen: 1:17:44 h, 3. März 2024, Taicang
- 35-km-Gehen: 2:25:14 h, 24. Juli 2022, Eugene, (brasilianischer Rekord)
- 50-km-Gehen: 3:47:02 h, 19. August 2016, Rio de Janeiro, (brasilianischer Rekord)